# Kurtisija
Kurtisija (lat. Curtisia), monotipski biljni rod korisnog vazdazelenog manjeg drveća ili grmova s juga Afrike (Mozambik, Zimbabve, Južnoafrička Republika, Esvatini). Vrsta i rod smješteni su u vlastitu porodicu Curtisiaceae, dio reda Cornales.

## Vrsta
1. Curtisia dentata (Burm.f.) C.A.Sm.

## Opis
Srednje do visoko zimzeleno drvo, 2-12 m i do 20 m visine. Kora je glatka i siva ili boje cimeta kod mladih primjeraka, ali s godinama postaje hrapava, tamnosmeđa do crna i duboko četvrtasto ispucana. Listovi su jednostavni, 25-100 x 19-76 mm, jajolikog oblika sa zašiljenim vrhovima i grubo nazubljenim rubovima, raspoređeni u nasuprotnim parovima. Gornja površina lista je glatka i tamno sjajnozelena dok je donja površina sivozelena s vidljivim žilama. Donja površina lista, lisna peteljka i grančice prekriveni su sitnim crvenkastim dlačicama.
Cvjetovi su neugledni, ne baš atraktivni niti mirisni. Mali su, sivo-krem ili žutosmeđe boje i baršunasti i pojavljuju se u razgranatim mrljama na krajevima grančica u proljeće do ljeta (listopad-ožujak). Često su parazitirani tako da samo rijetki proizvode sjeme.
Plod je mala, zaobljena do ovalna, mesnata bobica, promjera oko 10 mm. Obično se pojavljuju od 6-10 mjeseca nakon cvatnje (svibanj-listopad), bijeli su ili bijele boje s ružičastom nijansom, ponekad postaju crveni, a okrunjene su ostacima čaške. Plodovi sadrže četverokomornu maticu, po jednu sjemenku u komoricu, iako se ne formiraju uvijek sve četiri sjemenke. Plodovi su jestivi ali gorki. Dugo ostaju na stablu i mogu biti vrlo dekorativni.

## Rasprostranjenost i stanište
Raste u većini šuma Južne Afrike i Swazilanda, od razine mora do 1800 m. Prostire se u provincijama Cape  preko šumskih dijelova istočnog Western Capea do šuma regije Knysna, Eastern Cape, KwaZulu-Natal, Mpumalanga, Limpopo i Swaziland. U šumi se obično nalazi u “vrhunskoj šumi” i izraste u visoko stablo. Raste i na travnatim planinskim padinama i u obalnim šikarama gdje izraste do grmolikog drveta.
Stablima Curtisia dentata najbolje odgovara srednje vlažna šuma, gdje rastu uz Podocarpus latifolius (“žuto drvo”) i Olea capensis (“crno željezno drvo”). U suhoj šumi uglavnom su manji, a u vlažnoj su razmjerno rijetki. Također su prisutni u obalnim i planinskim šumama, ali ne dosežu tako veliku veličinu kao u šumama visoravni. Nikada se ne nalazi u čistim zajednicama niti je ikada dominantan ili čak kodominantan. Curtisia je sposobna živjeti u gustoj sjeni prirodne šume, ali mlada stabla brže rastu pod jačim svjetlom.

## Derivacija imena i povijesni aspekti
Curtisia je rod samo jedne vrste. Pripada porodi Cornaceae, maloj porodici od oko 15 rodova od kojih većina živi u umjerenim dijelovima sjeverne hemisfere. Najpoznatiji rod je Cornus. Curtisia je jedini južnoafrički član porodice i nema bliskih rođaka u Južnoj Africi. Porodica je dobila ime po svom tipično tvrdom drvu, od latinskog cornu što znači rog, aludirajući na tvrdoću drva.
Curtisia je dobila ime u čast Williama Curtisa (1746.-1799.), osnivača Curtisovog Botaničkog časopisa, koji je prvi put objavljen 1786. i izlazi još i danas. Specifični naziv dentata latinski znači nazubljeni, a odnosi se na nazubljene listove.

## Ekologija
Curtisia dentata zadržava svoje lišće 2-4 ili više godina. Otporan je na vjetrove, jer je duboko ukorijenjena vrsta, ne formira tešku krošnju i ima izrazito čvrste grane koje rijetko lome jaki vjetrovi.
Cvjetovi su bez mirisa i ne luče nektar. Pčele medarice ne posjećuje cvijeće radi peluda, niti bilo koji drugi kukci na njih obraćaju ozbiljniju pažnju. Pokusi s oprašivanjem i promatranja Phillipsa (1928.) pokazali su da se vrsta gotovo u potpunosti samooprašuje, ali može doći do unakrsnog oprašivanja vjetrom. Cvjetovi se proizvode svake godine, a plodovi se obično formiraju 6 do 10 mjeseci kasnije, iako su neke godine loše kada su cvjetovi oboljeli od šiški i formiranje plodova je vrlo slabo.
Plodovi su gorki i jedu ih ptice, šišmiši, majmuni, pavijani i divlje svinje. Čini se da su neke ptice glavni uzročnici raspršivanja sjemena, ali većina sjemena zapravo pada na tlo pri dnu roditelja. Otprilike 50% održivog sjemena koje opadne zapravo daje sadnice. U prirodi sjemenke obično klijaju 6 do 12 mjeseci, ali nikada više od 15 do 18 mjeseci nakon što plodovi opadnu, a do kašnjenja je vjerojatno došlo zbog vremena potrebnog plutanom perikarpu i tvrdom orahu koji ih okružuje da propadnu.

## Koristi
Drvo ove vrste je dobro, snažno i izdržljivo i iskorištava se od najranijih kolonijalnih dana, posebno za izradu kola - zbog čega su mnoga posječena, a bio je popularan i za izradu ručki alata, namještaja i podova.
Kora, grančice i lišće nekada su se koristili za štavljenje kože.
Kora je vrlo tražena u tradicionalnoj medicini, a koristi se za liječenje želučanih bolesti, proljeva te kao sredstvo za čišćenje krvi i afrodizijak.

## Galerija
- C. dentata
- C. dentata
- C. dentata
- C. dentata

## Vanjske poveznice
}}